# Élections régionales de 1986 en Sicile
Les élections régionales en Sicile pour le renouvellement de l'Assemblée régionale sicilienne ont eu lieu le 22 juin 1986 . 
Le taux de participation est de 77,8%.
A l'issue du scrutin, Rosario Nicolosi, président de la Région depuis 1er février 1985, est reconduit à la tête d'un gouvernement de centre-gauche avec le PSI, et le reste avec plusieurs cabinets durant la législature qui prend fin en 1991.
Le score du PSI dépasse pour la première fois à Palerme le PCI avec 13,79%. 

## Résultats
| Partis                     | Partis                                               | Voix      | %     | Sièges |
| -------------------------- | ---------------------------------------------------- | --------- | ----- | ------ |
|                            | Démocratie chrétienne (DC)                           | 1 109 570 | 38,8% | 36     |
|                            | Parti communiste italien (PCI)                       | 553 629   | 19,3% | 19     |
|                            | Parti socialiste italien (PSI)                       | 429 660   | 15,0% | 14     |
|                            | Mouvement social italien – Droite nationale (MSI-DN) | 262 279   | 9,2%  | 8      |
|                            | Parti républicain italien (PRI)                      | 145 408   | 5,1%  | 5      |
|                            | Parti social-démocrate italien (PSDI)                | 122 495   | 4,3%  | 4      |
|                            | Parti libéral italien (PLI)                          | 80 241    | 2,8%  | 3      |
|                            | Démocratie prolétarienne (DP)                        | 36 260    | 1,3%  | 1      |
|                            | Liste verte (LV)                                     | 17 870    | 0,6%  | -      |
|                            | PLI-PSDI                                             | 11 975    | 0,4%  | -      |
|                            | PLI-PRI-PSDI                                         | 9 257     | 0,3%  | -      |
|                            | Autres listes                                        | 78 317    | 2,7%  | -      |
| Total                      | Total                                                | 2 856 961 | 100 % | 90     |
|                            |                                                      |           |       |        |
| Source : Istituto Cattaneo |                                                      |           |       |        |